# Amastris sulphurea
Amastris sulphurea är en insektsart som beskrevs av Broomfield 1976. Amastris sulphurea ingår i släktet Amastris och familjen hornstritar. Inga underarter finns listade i Catalogue of Life.